# Hörden am Harz
Hörden am Harz est une municipalité allemande du land de Basse-Saxe et l'arrondissement d'Osterode am Harz. En 2014, elle comptait 994 hab.

## Source
- (de) Cet article est partiellement ou en totalité issu de l’article de Wikipédia en allemand intitulé « Hörden am Harz » (voir la liste des auteurs).